# Navas de Sobremonte
Navas de Sobremonte ist ein spanischer Ort in der Provinz Palencia der Autonomen Gemeinschaft Kastilien und León. Der Ort gehört zu Aguilar de Campoo. Navas de Sobremonte befindet sich elf Kilometer nordöstlich vom Hauptort der Gemeinde.

## Sehenswürdigkeiten
- Spätromanische Kirche aus dem 13. Jahrhundert, in ruinösem Zustand